# حمو لحرايمي
حمو لحرايمي شخصية أسطورية أمازيغية ريفية قديمة؛ له عدة قصص مع تامزا. تصفه السير بأنه كان دائماً متفوقاً من ناحية الذكاء والحيل. وقد برزت هذه الشخصية الأسطورية في الكثير من القصص القديمة باللغة الأمازيغية الريفية.